# واتسلاو یملکا
واتسلاو یملکا (چکی: Václav Jemelka؛ زادهٔ ۲۳ ژوئن ۱۹۹۵) بازیکن فوتبال اهل جمهوری چک است.
از باشگاه‌هایی که در آن بازی کرده‌است می‌توان به باشگاه فوتبال سیگما اولوموتس اشاره کرد.
وی همچنین در تیم ملی فوتبال جمهوری چک بازی کرده‌است.